# Cygnus (rymdfarkost)
För andra betydelser, se Cygnus.

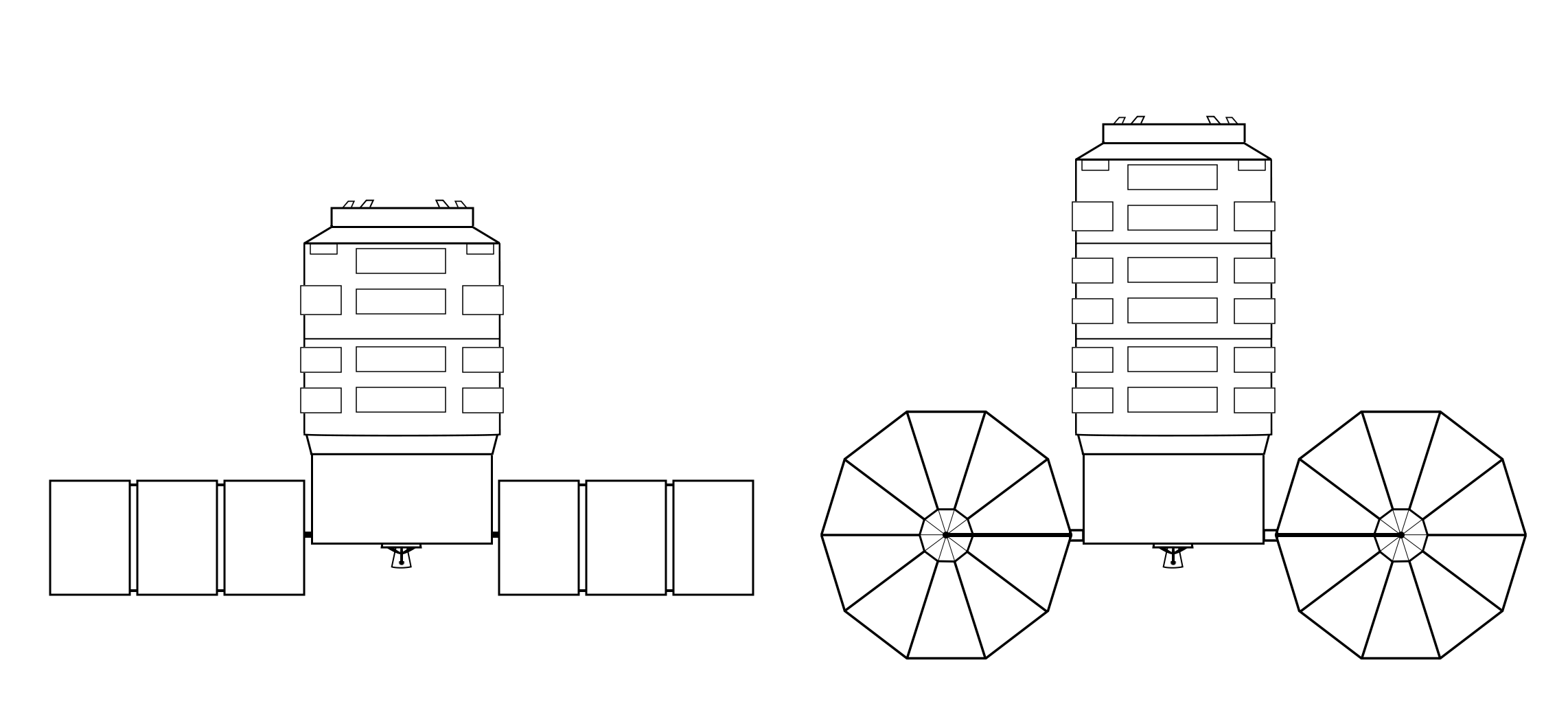
Standard och förlängd version

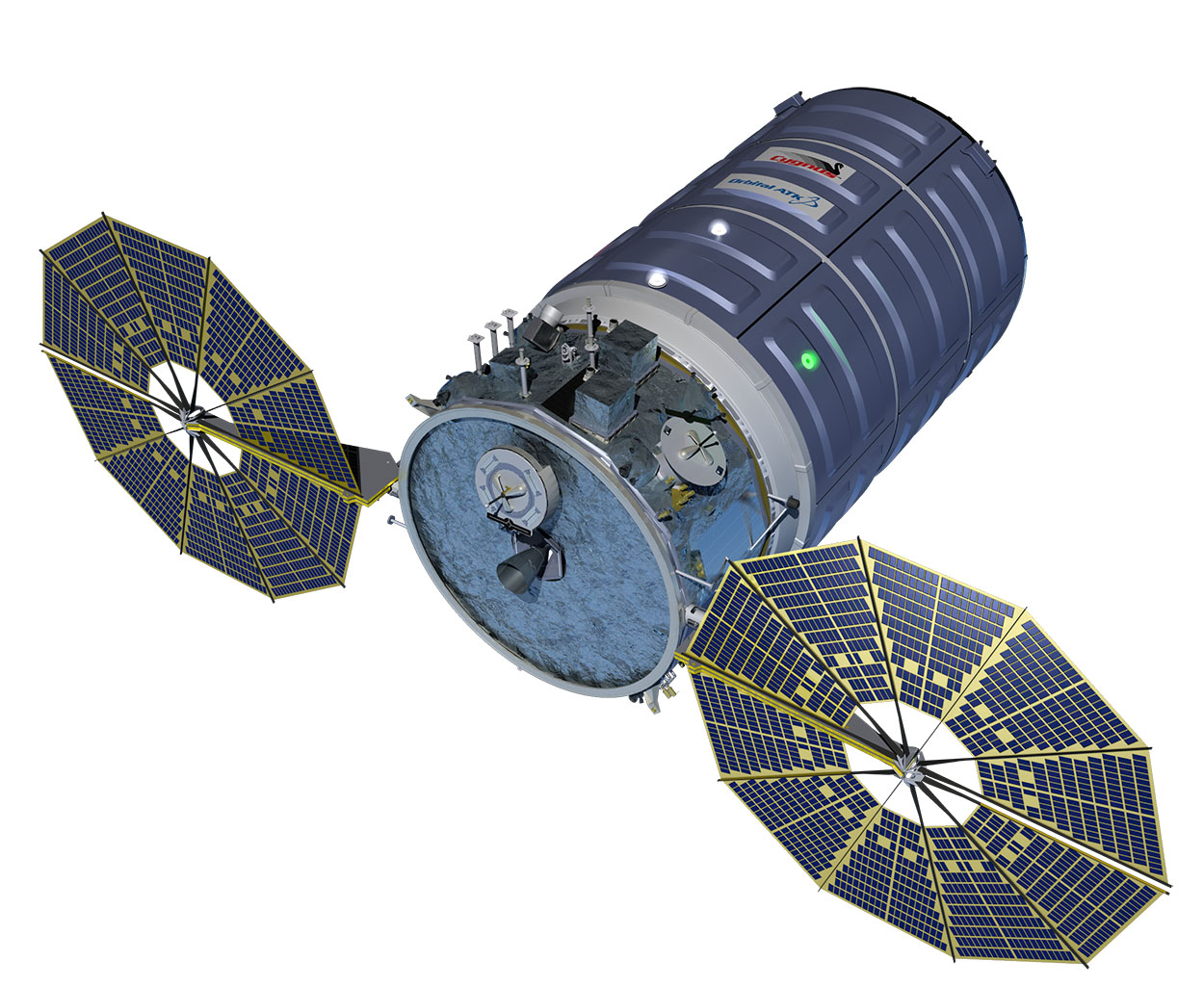
Förlängd version

Cygnus är ett obemannat "lastskepp" som utvecklats av Orbital Sciences Corporation och deltog i NASA:s COTS-"tävling".
Den 23 december 2008 fick Orbital Sciences ett kontrakt med NASA på $1,9 miljarder. I kontraktet förband man sig att leverera upptill 20 ton material till Internationella rymdstationen (ISS) med 8 Cygnus fram till år 2016.
Cygnus konstruerades för att leverera experiment och förnödenheter till ISS. Första uppskjutningen var planerad till 2010, men genomfördes först den 18 september 2013. Andra uppskjutningen gjordes den 9 januari 2014.

## Versioner
Farkosten har tillverkats i två versioner, en standard och en med en förlängd trycksatt modul. Båda levererar last under atmosfärstryck.
2023 meddelade Northrop Grumman att man kommer uppgradera farkosten ytterliga en gång. Versionen kallas Mission B den kommer kunna bära upptill 5 000 kg och kommer skjutas upp med en Antares 330-raket.
Ytterligare två versioner har föreslagits, en där man tagit bort den trycksatta delen och istället endast levererar ej trycksatt last och en där man ersatt den trycksatta delen med en återinträdeskapsel för att kunna återföra material till jorden.

## Raketproblem

### Haveri
Den 28 oktober 2014 skulle en Cygnus ha färdats till ISS, men några sekunder efter uppskjutningen exploderade den Antares-raket som skulle bära Cygnus till rymdstationen. På grund av haveriet gjordes flera stora förändringar av Antares-raketen. För att uppfylla sina åtaganden, sköts de följande två Cygnes-farkosterna upp med Atlas V raketer.

### Ukraina och sanktioner
På grund av kriget i Ukraina (raketens första steg tillverkas i Ukraina) och sanktioner mot Ryssland (första stegets motorer tillverkas i Ryssland), tvingas Antares-raketen till ytterligare modifieringar. Fram tills dessa är klara kommer minst tre Cygnus-farkoster skjutas upp med Falcon 9 raketer.

## Flygningar
| Nr | Farkost                       | Variant  | Uppskjutning                    | Raket        | Resultat   |
| -- | ----------------------------- | -------- | ------------------------------- | ------------ | ---------- |
| 1  | Cygnus Orb-D1 G. David Low    | Standard | 18 september 2013 14:58 UTC     | Antares 110  | Lyckad     |
| 2  | CRS Orb-1 C. Gordon Fullerton | Standard | 9 januari 2014 18:07:05 UTC     | Antares 120  | Lyckad     |
| 3  | CRS Orb-2 Janice E. Voss      | Standard | 13 juli 2014 16:52:14 UTC       | Antares 120  | Lyckad     |
| 4  | CRS Orb-3 Deke Slayton        | Standard | 28 oktober 2014 22:22:38 UTC[1] | Antares 130  | Misslyckad |
| 5  | CRS OA-4 Deke Slayton II      | Förlängd | 6 december 2015 21:44:57 UTC    | Atlas V 401  | Lyckad     |
| 6  | CRS OA-6 Rick Husband         | Förlängd | 23 mars 2016 03:05:48 UTC       | Atlas V 401  | Lyckad     |
| 7  | CRS OA-5 Alan Poindexter      | Förlängd | 17 oktober 2016 23:45:35 UTC    | Antares 230  | Lyckad     |
| 8  | CRS OA-7 John Glenn           | Förlängd | 18 april 2017 15:11:26 UTC      | Atlas V 401  | Lyckad     |
| 9  | CRS OA-8E Gene Cernan         | Förlängd | 12 november 2017 12:19 UTC      | Antares 230  | Lyckad     |
| 10 | CRS OA-9E J.R. Thompson       | Förlängd | 21 maj 2018 08:44:06 UTC        | Antares 230  | Lyckad     |
| 11 | NG-10 John W. Young           | Förlängd | 17 november 2018 09:01:30 UTC   | Antares 230  | Lyckad     |
| 12 | NG-11 Roger B. Chaffee        | Förlängd | 17 april 2019 20:46:07 UTC      | Antares 230  | Lyckad     |
| 13 | NG-12 Alan L. Bean            | Förlängd | 2 november 2019 13:59:47 UTC    | Antares 230  | Lyckad     |
| 14 | NG-13 Robert H. Lawrence Jr.  | Förlängd | 15 februari 2020 20:21:04 UTC   | Antares 230+ | Lyckad     |
| 15 | NG-14 Kalpana Chawla          | Förlängd | 3 oktober 2020 01:16:14 UTC     | Antares 230+ | Lyckad     |
| 16 | NG-15 Katherine Johnson       | Förlängd | 20 februari 2021 17:36:50 UTC   | Antares 230+ | Lyckad     |
| 17 | NG-16 Ellison Onizuka         | Förlängd | 10 augusti 2021 22:01:05 UTC    | Antares 230+ | Lyckad     |
| 18 | NG-17 Piers Sellers           | Förlängd | 19 februari 2022 17:40:03 UTC   | Antares 230+ | Lyckad     |
| 19 | NG-18 Sally Ride              | Förlängd | 7 november 2022 10:32:42 UTC    | Antares 230+ | Lyckad     |
| 20 | NG-19 Laurel Clark            | Förlängd | 2 augusti 2023                  | Antares 230+ | Lyckad     |
| 21 | NG-20 Patricia Robertson      | Förlängd | 30 januari 2024                 | Falcon 9     | Lyckad     |
| 22 | NG-21 Dick Scobee             | Förlängd | 4 augusti 2024                  | Falcon 9     |            |

### Cygnus Orb-D1 G. David Low
Den första Cygnus att flyga hette G. David Low, uppkallad efter den amerikanske astronauten George David Low (1956-2008). Uppskjutning skedde den 18 september 2013. Farkosten dockades med ISS den 29 september 2013.

### Orb CRS-1 C. Gordon Fullerton
Den andra Cygnus att flyga hette C. Gordon Fullerton, uppkallad efter den amerikanske astronauten Charles Gordon Fullerton (1936–2013). Uppskjutning skedde den 9 januari 2014. Farkosten dockades med ISS den 12 januari 2014.

### Orb CRS-2 Janice E. Voss
Den tredje Cygnus att flyga hette Janice E. Voss, uppkallad efter den amerikanska astronauten Janice Elaine Voss (1956-2012). Uppskjutning skedde den 13 juli 2014. Farkosten dockades med ISS den 16 juli 2014.

### Orb CRS-3 Deke Slayton
Den fjärde Cygnus att flyga hette Deke Slayton, uppkallad efter den amerikanske astronauten Donald Kent "Deke" Slayton (1924-1993). Uppskjutning skedde den 28 oktober 2014. 15 sekunder efter starten tappade Antaresraketen kraft och föl tillbaka mot marken och exploderade.

### Orb CRS-4 Deke Slayton II
På grund av problemen med Antaresraketen vid föregående uppskjutning valde man att skjuta upp den femte Cygnus med en Atlas V-raket. Uppskjutningen gjordes den 6 december 2015. Farkosten dockades med ISS den 9 december 2015.

### Orb CRS-6 Rick Husband
Den sjätte Cygnus att flyga hette Rick Husband, uppkallad efter den amerikanske astronauten Rick Husband (1957-2003). Återigen valde man att använda en Atlas V-raket för att skjuta upp farkosten. Uppskjutningen gjordes den 23 mars 2016. Farkosten dockades med ISS den 26 mars 2016.

### Orb CRS-5 Alan Poindexter
Den sjunde Cygnus att flyga var uppkallad efter den amerikanske astronauten Alan Poindexter (1961-2012). För uppskjutningen av farkosten använde man en ny variant av Antaresraketen, kallad Antares 230. Uppskjutningen gjordes den 17 oktober 2016. Farkosten dockades med ISS den 23 oktober 2016.

### Orb CRS-7 John Glenn
Den åttonde Cygnusfarkosten är uppkallad efter den amerikanske astronauten John Glenn (1921-2016). Återigen valde man att använda en Atlas V-raket för att skjuta upp farkosten. Uppskjutningen gjordes den 18 april 2017. Farkosten dockades med ISS den 22 april 2017.

### Orb CRS OA-8E Gene Cernan
Den nionde Cygnus farkosten är uppkallad efter den amerikanske astronauten Eugene "Gene" Cernan (1934-2017). För uppskjutningen använde man en Antaresraket, av typen Antares 230. Uppskjutningen gjordes den 12 november 2017. Farkosten dockades med ISS den 14 november 2017.

### Orb CRS OA-9E J.R. Thompson
Den tionde Cygnus farkosten är uppkallad efter den amerikanen James Robert Thompson Jr. (1936-2017). För uppskjutningen använde man en Antaresraket, av typen Antares 230. Uppskjutningen gjordes den 21 maj 2018.

### Cygnus NG-10 John W. Young
Den elfte Cygnus farkosten är uppkallad efter den amerikanske astronauten John W. Young (1930-2018). För uppskjutningen använde man en Antaresraket, av typen Antares 230. Uppskjutningen gjordes den 17 november 2018.

### Cygnus NG-11 Roger B. Chaffee
Den tolfte Cygnus farkosten är uppkallad efter den amerikanske astronauten Roger B. Chaffee (1935-1967). För uppskjutningen använde man en Antaresraket, av typen Antares 230. Uppskjutningen gjordes den 17 april 2019.

### Cygnus NG-12 Alan L. Bean
Den trettonde Cygnus farkosten är uppkallad efter den amerikanske astronauten Alan L. Bean (1932-2018). För uppskjutningen använde man en Antaresraket, av typen Antares 230. Uppskjutningen gjordes den 2 november 2019.

### Cygnus NG-13 Robert Lawrence Jr.
Den fjortonde Cygnus farkosten är uppkallad efter den amerikanske astronauten Robert H. Lawrence Jr. (1935-1967). För uppskjutningen använde man en Antaresraket, av typen Antares 230+. Uppskjutningen gjordes den 15 februari 2020.

### Cygnus NG-14 Kalpana Chawla
Den femtonde Cygnus farkosten är uppkallad efter den amerikanska astronauten Kalpana Chawla (1961-2003). För uppskjutningen använde man en Antaresraket, av typen Antares 230+. Uppskjutningen gjordes den 3 oktober 2020.

### Cygnus NG-15 Katherine Johnson
Den sextonde Cygnus farkosten är uppkallad efter den amerikanska matematikern Katherine Johnson (1918-2020). För uppskjutningen använde man en Antaresraket, av typen Antares 230+. Uppskjutningen gjordes den 20 februari 2021.

### Cygnus NG-16 Ellison Onizuka
Den sjuttonde Cygnus farkosten är uppkallad efter den amerikanska astronauten Ellison Onizuka (1946-1986). För uppskjutningen använde man en Antaresraket, av typen Antares 230+. Uppskjutningen gjordes den 10 augusti 2021.

### Cygnus NG-17 Piers Sellers
Den artonde Cygnus farkosten är uppkallad efter den brittisk-amerikanske astronauten Piers Sellers (1955-2016). För uppskjutningen använde man en Antaresraket, av typen Antares 230+. Uppskjutningen gjordes den 19 februari 2022.

### Cygnus NG-18 Sally Ride
Den nittonde Cygnus farkosten är uppkallad efter den amerikanska astronauten Sally Ride (1951-2012). För uppskjutningen använde man en Antaresraket, av typen Antares 230+. Uppskjutningen gjordes den 7 november 2022.

### Cygnus NG-19 Laurel Clark
Den tjugonde Cygnus farkosten är uppkallad efter den amerikanska astronauten Laurel Clark (1961-2003). För uppskjutningen använda man en Antaresraket, av typen Antares 230+. Uppskjutningen gjordes den 2 augusti 2023.

### Cygnus NG-20 Patricia Robertson
Den tjugoförsta Cygnus farkosten är uppkallad efter den amerikanska astronauten Patricia Robertson (1963-2001). För uppskjutningen använda man en Falcon 9-raket. Uppskjutningen gjordes den 30 januari 2024.

### Cygnus NG-21 Francis R. "Dick" Scobee
Den tjugoandra Cygnus farkosten är uppkallad efter den amerikanska astronauten Dick Scobee (1939-1986). För uppskjutningen använda man en Falcon 9-raket. Uppskjutningen gjordes den 4 augusti 2024.

### Fotnoter
1. ↑  Jeff Foust (3 augusti 2023). ”Northrop Grumman planning Cygnus upgrades” (på engelska). SpaceNews. https://spacenews.com/northrop-grumman-planning-cygnus-upgrades/. Läst 1 december 2024.
2. 1 2  ”NASA Space Science Data Coordinated Archive Orb-D1” (på engelska). NASA. https://nssdc.gsfc.nasa.gov/nmc/spacecraft/display.action?id=2013-051A. Läst 18 september 2020.
3. 1 2  ”NASA Space Science Data Coordinated Archive CRS-1” (på engelska). NASA. https://nssdc.gsfc.nasa.gov/nmc/spacecraft/display.action?id=2014-003A. Läst 18 september 2020.
4. 1 2  ”NASA Space Science Data Coordinated Archive CRS-2” (på engelska). NASA. https://nssdc.gsfc.nasa.gov/nmc/spacecraft/display.action?id=2014-039A. Läst 18 september 2020.
5. 1 2  ”NASA Space Science Data Coordinated Archive CRS-4” (på engelska). NASA. https://nssdc.gsfc.nasa.gov/nmc/spacecraft/display.action?id=2015-072A. Läst 18 september 2020.
6. 1 2  ”NASA Space Science Data Coordinated Archive CRS-6” (på engelska). NASA. https://nssdc.gsfc.nasa.gov/nmc/spacecraft/display.action?id=2016-019A. Läst 18 september 2020.
7. 1 2  ”NASA Space Science Data Coordinated Archive CRS-5” (på engelska). NASA. https://nssdc.gsfc.nasa.gov/nmc/spacecraft/display.action?id=2016-062A. Läst 18 september 2020.
8. 1 2  ”NASA Space Science Data Coordinated Archive CRS-7” (på engelska). NASA. https://nssdc.gsfc.nasa.gov/nmc/spacecraft/display.action?id=2017-019A. Läst 18 september 2020.
9. 1 2  ”NASA Space Science Data Coordinated Archive OA-8E” (på engelska). NASA. https://nssdc.gsfc.nasa.gov/nmc/spacecraft/display.action?id=2017-071A. Läst 18 september 2020.
10. 1 2  ”NASA Space Science Data Coordinated Archive OA-9E” (på engelska). NASA. https://nssdc.gsfc.nasa.gov/nmc/spacecraft/display.action?id=2018-046A. Läst 18 september 2020.
11. 1 2  ”NASA Space Science Data Coordinated Archive NG-10” (på engelska). NASA. https://nssdc.gsfc.nasa.gov/nmc/spacecraft/display.action?id=2018-092A. Läst 18 september 2020.
12. 1 2  ”NASA Space Science Data Coordinated Archive NG-11” (på engelska). NASA. https://nssdc.gsfc.nasa.gov/nmc/spacecraft/display.action?id=2019-022A. Läst 18 september 2020.
13. 1 2  ”NASA Space Science Data Coordinated Archive NG-12” (på engelska). NASA. https://nssdc.gsfc.nasa.gov/nmc/spacecraft/display.action?id=2019-071A. Läst 18 september 2020.
14. 1 2  ”NASA Space Science Data Coordinated Archive NG-13” (på engelska). NASA. https://nssdc.gsfc.nasa.gov/nmc/spacecraft/display.action?id=2020-011A. Läst 18 september 2020.
15. 1 2  ”NASA Space Science Data Coordinated Archive NG-14” (på engelska). NASA. https://nssdc.gsfc.nasa.gov/nmc/spacecraft/display.action?id=2020-069A. Läst 11 februari 2021.
16. 1 2  ”NASA Space Science Data Coordinated Archive NG-15” (på engelska). NASA. https://nssdc.gsfc.nasa.gov/nmc/spacecraft/display.action?id=2021-013A. Läst 5 augusti 2021.
17. 1 2  ”NASA Space Science Data Coordinated Archive NG-16” (på engelska). NASA. https://nssdc.gsfc.nasa.gov/nmc/spacecraft/display.action?id=2021-072A. Läst 26 augusti 2021.
18. 1 2  ”NASA Space Science Data Coordinated Archive NG-17” (på engelska). NASA. https://nssdc.gsfc.nasa.gov/nmc/spacecraft/display.action?id=2022-015A. Läst 23 oktober 2022.
19. 1 2  ”NASA Space Science Data Coordinated Archive NG-18” (på engelska). NASA. https://nssdc.gsfc.nasa.gov/nmc/spacecraft/display.action?id=2022-149A. Läst 17 mars 2023.
20. 1 2  ”NASA Space Science Data Coordinated Archive NG-19” (på engelska). NASA. https://nssdc.gsfc.nasa.gov/nmc/spacecraft/display.action?id=2023-110A. Läst 2 februari 2024.
21. 1 2  ”NASA Space Science Data Coordinated Archive NG-20” (på engelska). NASA. https://nssdc.gsfc.nasa.gov/nmc/spacecraft/display.action?id=2024-021A. Läst 16 september 2024.
22. ↑  ”NASA Space Science Data Coordinated Archive NG-21” (på engelska). NASA. https://nssdc.gsfc.nasa.gov/nmc/spacecraft/display.action?id=2024-139A. Läst 1 december 2024.